# Ye Qun
Ye Qun (xinès: 叶群; pinyin: Yè Qún), nascuda l'any 1917 i morta el 13 de setembre de 1971 a Öndörkhaan (Mongòlia) va ser una de les poques dones destacades dins del comunisme xinès; Va arribar a ser membre del Politburó (el novè) i coronel de l'exèrcit. Casada amb el Número Dos del règim, Lin Biao i mare de Lin Luguo antimaoista convençut i Lin Liheng, fanàtica partidària de Mao.
Malgrat haver ingressat en el Partit Comunista de la Xina de jove, no es va lliurar de les crítiques de dirigents fins al punt que va ser detinguda i interrogada. Sempre va donar suport a la política del seu marit. Arran del distanciament del dos màxims líders del partit i fracassat els intents d'apartar Mao del poder fins a l'extrem de plantejar-se el seu assassinat (Projecte 571), Lin Biao. Ye Qun i el seu fill Tigre, juntament, amb uns pocs conspiradors propers a Liguo van fugir precipitadament en un avió Trident i en estavellar-se l'aparell a Mongòlia van morir tots els que hi anaven. Ye tenia 54 anys. La notícia va trigar 11 dies en saber-se.